# Nekrose
Nekrose er den medicinske betegnelse for vævsdød.
Nekrose kan være fremkaldt at flere ting, herunder iltmangel i området (for eksempel grundet dårligt blodomløb), gifte/toksiner eller bakterier.
Rundt om nekrosen vil der være en inflammation, da immunforsvaret forsøger at mindske skaderne og fjerne resterne fra de døde og døende celler.

## I mikrobiologi
Nekrose betegner også død af individuelle celler. I modsætning til apoptose, der er programmeret celledød, er nekrose utilsigtet celledød der kan have mange årsager, heriblandt iltmangel eller brud på cellens membran.